# Biton tunetanus algeriensis
Biton tunetanus algeriensis es una subespecie de arácnido  del orden Solifugae de la familia Daesiidae.

## Distribución geográfica
Se encuentra en Argelia.